# Batasio travancoria
Batasio travancoria е вид лъчеперка от семейство Bagridae. Видът е уязвим и сериозно застрашен от изчезване.

## Разпространение
Разпространен е в Индия (Карнатака и Керала).

## Описание
На дължина достигат до 10 cm.
Популацията на вида е намаляваща.